# 潮見洸太
潮見 洸太（しおみ こうた、1999年6月16日 - ）は、日本の俳優。福岡県出身。

## 来歴
2022年4月16日に7人組メンズグループ「He1p」としてデビュー。翌年10月28日に解散。
2023年、ミュージカル『テニスの王子様』4thシーズン 青学vs立海 幸村精市 役で俳優デビュー。同年10月6日にKO-TAから現名「潮見洸太」に改名。

## 出演

### 舞台
- ミュージカル・テニスの王子様4thシーズン - 幸村精市 役[5]
  - 青学vs立海（2024年1月13日ｰ21日 TACHIKAWA STAGE GARDEN、1月26日 - 2月3日 オリックス劇場、2月9日 - 11日 土岐市文化プラザサンホール、2月23日 - 3月2日 日本青年館ホール）[6]
  - Dream Live 2024～Memorial Match～（2024年5月25日 - 26日 神戸ワールド記念ホール、5月31日 - 6月2日 有明アリーナ）[7]
  - 青学vs氷帝（2025年7月6日 - 13日、Kanadevia Hall / 7月19日 - 27日、SkyシアターMBS / 8月1日 - 3日、土岐市文化プラザ サンホール / 8月15日 - 17日、久留米シティプラザ グランドホール / 8月23日 - 31日〈予定〉、日本青年館ホール）[8]
- 舞台『Collar×Malice -deep cover-』（2024年8月11日 - 19日、こくみん共済 coop ホール/スペース・ゼロ） - 御國れい 役[9]
- 舞台『9 R.I.P.』（2025年3月12日 - 16日、こくみん共済 coop ホール/スペース・ゼロ） - 主演・紅華 役[10]

### 2024年
- 潮見洸太 カレンダー発売記念イベント（2024年3月17日）
- 潮見洸太 カレンダー発売記念イベント 大阪（2024年4月14日）
- 潮見洸太 カレンダー発売記念イベント 名古屋（2024年4月14日）
- 潮見洸太のはぴはぴハロウィーンTAフェス(2024年10月13日)

### 書籍
- テニミュの王子様ｰジャンプSQ.2024年1月号（2023年12月4日）[11]
- TVガイドStage Stars vol.24（2023年11月27日）[12]

### 記事

#### 2024年
- 熱く、そして誠実に、それぞれの「約束」を果たす1作を～ミュージカル『テニスの王子様』4thシーズン 青学（せいがく）vs立海 出演者インタビュー（2024年1月10日 公開）- SPICE[13]
- 【インタビュー】ミュージカル『テニスの王子様』4thシーズン 青学vs立海（潮見洸太さん、速川大弥さん、梶山武雅さん）（2024年1月11日 公開）ｰ メディアクト[14]